# Strijkkwartet nr. 12 (Villa-Lobos)
Heitor Villa-Lobos componeerde zijn Strijkkwartet nr. 12 in 1948. Het is opgedragen aan zijn vrouw Arminda Villa-Lobos. Het is een strijkkwartet dat naar het neoclassicisme neigt, iets meer dan zijn elfde strijkkwartet. De modinho komt in deel (2) tevoorschijn. Het werk is gecomponeerd in New York. De première werd verzorgd door het São Paulo Kwartet.

## Delen
1. Allegro
2. Andante malinconico
3. Allegretto leghiero
4. Allegro ben ritmato

## Bron en discografie
- Uitgave Brilliant Classics: Cuarteto Latinoamericano
- Uitgave Naxos: Danubius Kwartet

Strijkkwartet nr. 1 · Strijkkwartet nr. 2 · Strijkkwartet nr. 3 · Strijkkwartet nr. 4 · Strijkkwartet nr. 5 · Strijkkwartet nr. 6 · Strijkkwartet nr. 7 · Strijkkwartet nr. 8 · Strijkkwartet nr. 9 · Strijkkwartet nr. 10 · Strijkkwartet nr. 11 · Strijkkwartet nr. 12 · Strijkkwartet nr. 13 · Strijkkwartet nr. 14 · Strijkkwartet nr. 15 · Strijkkwartet nr. 16 · Strijkkwartet nr. 17